# Стефан Сурлић
Стефан Сурлић (рођен 30. јануара 1989. у Приштини) је српски политиколог и доцент на Факултету политичких наука у Београду. Његова академска интересовања обухватају упоредну анализу политичких институција, етнички подељена друштва, демократизацију и уставни дизајн у постконфликтним друштвима.

## Биографија
Сурлић је основне студије политикологије завршио на Факултету политичких наука Универзитета у Београду 2011. године. Мастер студије из политичке теорије, политичке социологије и институција завршио је 2012. године на истом факултету. Докторску дисертацију под називом „Институционална интеграција етничких заједница у постконфликтним друштвима Балкана“ одбранио је 2021. године.
Сурлић је доцент на Факултету политичких наука у Београду од 2021. године. Од 2013. године сарадник је Центра за интердисциплинарне студије Балкана. Иницирао је прву академску сарадњу између Београда и Приштине и био је уредник публикације „Перспективе мултиетничког друштва на Косову и Метохији“.  Пре избора у звање доцента, био је асистент на истом факултету. Предаје више предмета, од који се издвајају: Упоредна политика, Ауторитарни режими, Изградња институција на Западном Балкану, Транзиција и консолидација демократије у посткомунистичким друштвима, Религија и демократија, Политички систем Руске Федерације.
Један је од оснивача и реализатора иницијативе Triangle Initiative, коју подржава Фондација Конрад Аденауер, а која повезује Београд, Приштину и Тирану у областима академије, привреде и политике.

## Научна интересовања
Сурлићева истраживања фокусирана су на постконфликтна и етнички подељена друштва, демократизацију и консоцијацију. Посебно се бави анализом институционалне интеграције етничких заједница у постконфликтним друштвима Балкана.

## Јавно деловање
Као стручњак за политичке процесе на Балкану, Сурлић је чест саговорник у медијима и учесник у јавним дебатама. Између осталог, коментарисао је Берлински процес као платформу за убрзање европских интеграција земаља Западног Балкана.

## Одабрани чланци
Важнији чланци у научним часописима су:
- „Институционални механизми представљања Срба на Косову – Студија случаја: Заједница српских општина”, у: Ј. Теокаревић, Б. Балићи, С. Сурлић (ур.), Перспективе мултиетничког друштва на Косову, Центар за интердисциплинарне студије Балкана Факултета политичких наука, Београд, стр. 61-72, 2014.
- „Дејтонски споразум и конституционално дизајнирање Босне и Херцеговине“, у: С. Рапаић, Т. Кецмановић, А. Врањеш (ур.), Дејтонски споразум – две деценије мира и поуке за свет, Институт за међународну политику и привреду, Београд, стр. 88 – 96, 201
- коаутор са Игором Новаковићем